# Josef Hodek mladší
Josef Hodek mladší (12. června 1888 Hořehledy – 14. říjen 1973 Plzeň), byl český malíř, grafik a ilustrátor.

## Život
Narodil se v obci Hořehledy poblíž města Nepomuku v rodině rolníka, ak. malíře, poslance zemského sněmu a středoškolského pedagoga Josefa Hodka a jeho ženy Marie rodem Soukupové. Josef projevoval od raného mládí výtvarný talent, který zdědil po svém otci. Na přání rodičů vystudoval v Plzni učitelský ústav a stal se učitelem. Výtvarně se vzdělával zprvu u svého otce zručného to malíře, později u Josefa Váchala, K. Reisnera a Alessandra de Pian v Praze. Kolem roku 1912 se začal v Praze u Váchala soukromě vzdělávat v malířství a grafických technikách.
Během 1. světové války do které narukoval v lednu roku 1915, bojoval na italské frontě společně s Josefem Váchalem, což vyústilo v jejich celoživotní přátelství. Vojnu šťastně přečkal a na jaře roku 1919 se vrátil zpět do nově vzniklého Československého státu a navrátil se ke svému učitelskému povolání, stejně jako i k výtvarné tvorbě.
Jako pedagog působil nejdříve na moravském Slovácku, později na Plzeňsku v Křimicích a od roku 1921 přímo v Plzni. Zde rovněž spolupracoval s některými nakladateli a uměleckým knihvazačem Karlem Šilingrem a rovněž se zapojoval i do kulturního života. Svá díla vystavoval od třicátých let prakticky až do své smrti.
Josef Hodek ml. zemřel 14. října 1973 v Plzni.

## Zastoupení ve sbírkách
- Artotéka města Plzně[4], Plzeň
- Galerie hlavního města Prahy[5], Praha
- Západočeská galerie v Plzni[6], Plzeň
- Východočeská galerie v Pardubicích, Pardubice
- Národní galerie Praha, Praha
- Západočeské muzeum v Plzni, Plzeň
- Muzeum jižního Plzeňska v Blovicích, Blovice
- Moderní galerie, Praha

## Výstavy

### Autorské
- 1935 – Josef Hodek: Kresby a obrazy, Krásná jizba Družstevní práce, Praha 1
- 1941 – Josef Hodek: Z rodného kraje, Galerie Sdružení výtvarníků v Praze, Praha
- 1948 – Josef Hodek, Síň Sdružení výtvarníků Purkyně, Praha
- 1953 – Josef Hodek: Obrazy, kresby a grafiky, Západočeské muzeum, Plzeň
- 1958 – Josef Hodek: Retrospektivní výstava, Krajské muzeum, Plzeň
- 1959 – Josef Hodek: Grafiky a kresby z let 1912–59, Výstavní místnosti SČSVU, Plzeň
- 1963 – Josef Hodek, Západočeské muzeum, Plzeň
- 1964 – Josef Hodek: Obrazy, grafika, Zbiroh
- 1968 – Josef Hodek: Obrazy, kresby a grafika, Galerie Díla – ČFVU, Plzeň
- 1969 – Josef Hodek: Výbor z díla, Galerie Luna, Plzeň

### Kolektivní
- ? – Výstava Sdružení výtvarníků v Praze, kresby a akvarely, Galerie Sdružení výtvarníků v Praze, Praha
- 1926 – III. výstava uměleckého průmyslu československého,Uměleckoprůmyslové museum, Praha
- 1927 – Členská výstava Umělecké besedy, Obecní dům – výstavní sály, Praha
- 1928 – Československé výtvarné umění 1918–1928, Brno
- 1934 – Padesátá jubilejní členská výstava Sdružení výtvarníků v Praze 1924–1934, Obecní dům – výstavní sály, Praha
- 1935 – 52. členská výstava Sdružení výtvarníků v Praze, Obecní dům – výstavní sály, Praha
- 1936 – Tanec v československém umění výtvarném a ve fotografii,Mánes, Praha
  - 54. členská výstava Sdružení výtvarníků v Praze, Obecní dům – výstavní sály, Praha
- 1937 – LIX. členská výstava Sdružení výtvarníků v Praze, Obecní dům – výstavní sály, Praha
  - II. Zlínský salon, Studijní ústav, Zlín
- 1938 – LXII. členská výstava Sdružení výtvarníků v Praze, Obecní dům – výstavní sály, Praha
  - Výstava Sdružení výtvarníků v Praze, Moravská Ostrava, Moravská Ostrava, Ostrava
  - III. Zlínský salon, Studijní ústav, Zlín
- 1941 – 100. jubilejní členská výstava Sdružení výtvarníků v Praze, Galerie Sdružení výtvarníků v Praze, Praha
- 1943 – Umělci národu 1943, Praha
- 1946 – Český národ Rudé armádě
  - Člověk a práce, Pavilon Myslbek, Praha
- 1949 – Československý lid a jeho kraj v životě, práci a zápasu, Gottwaldov (Zlín)
  - Československý lid a jeho kraj v životě, práci a zápasu, Jízdárna Pražského hradu, Praha
  - Výtvarní umělci k II. všeodborovému sjezdu, Dům výtvarného umění, Praha
- 1950 – Výtvarná úroda 1950, Dům výtvarného umění, Praha
- 1959 – Čeští malíři XX. století, Okresní muzeum Děčín – pobočka Rumburk
- 1962 – Výstava příslušníků západočeské krajské organizace SČVU,Západočeská galerie v Plzni, Plzeň
- 1968 – Tsjechoslowaakse grafici, Museum Meermanno-Westreenianum, Museum van het Boek, Haag
- 1976 – Česká sociální grafika a kresba ve sbírkách Galerie umění Karlovy Vary – pobočka Ostrov nad O.
- 1981 – Plzeň v dílech výtvarných umělců – grafika, kresby, obrazy od 17. století po současnost, Západočeská galerie v Plzni
  - České ex libris z přelomu století, Zámek Zlín
- 1999 – Eros v evropské grafice v průběhu staletí, Galerie Hollar, Praha
- 2000 – Český symbolismus a poetismus v grafické tvorbě 1. poloviny 20. století, Galerie pod radnicí, Ústí nad Orlicí
- 2006 – V barvách chorobných: Idea dekadence a umění v českých zemích 1880–1914 / In Morbid Colours: Art and the Idea of Decadence in the Bohemian Lands 1880–1914, Obecní dům – výstavní sály, Praha
- 2007 – Deset let Artotéky města Plzně, Galerie města Plzně, Plzeň
- 2008 – Šumavské proměny. Krajina Šumavy v dílech malířů 19. a 20. století, Wortnerův dům Alšovy jihočeské galerie, České Budějovice
- 2010 – Umění českého západu: Sdružení západočeských výtvarných umělců v Plzni 1925–1951, Výstavní síň Masné krámy, Plzeň
- 2012 – Josef Hodek a Josef Váchal: Žák a jeho mistr, Západočeská galerie v Plzni, Plzeň
- 2014 – Ex libris ze sbírky Jindry Imlaufa, Městská galerie Zázvorka, Nové Město nad Metují
- 2015 – 20 let Artotéky města Plzně, Galerie města Plzně, Plzeň
- 2016 – Meziválečná moderna ve sbírkách Západočeské galerie v Plzni (1918–1938), Výstavní síň Masné krámy, Plzeň
- 2019 – Zápisník zmizelého, Galerie výtvarného umění v Náchodě, Náchod